# Fritz-Alphonse Jean
Fritz Alphonse Jean (Cabo Haitiano, 22 de abril de 1956) es un político, economista, matemático, profesor y escritor haitiano. Actualmente se desempeña como miembro del Consejo Presidencial de Transición, el ejecutivo colegiado de Haití.
Es uno de los economistas más destacados y mejor valorados del país, y ha ocupado diversos cargos de responsabilidad en ese ámbito. Entre el 26 de febrero y el 25 de marzo de 2016, fue el primer ministro de Haití en el gobierno interino del presidente Jocelerme Privert.
Es políglota, ya que habla con fluidez criollo haitiano, francés e inglés.

## Biografía
Nació en Cabo Haitiano, en 1956.[cita requerida] Su familia es proveniente de la comuna Sainte-Suzanne del Departamento Nordeste, donde pasó muchos veranos de su infancia y donde mantiene fuertes lazos tanto familiares como amistades. Años más tarde al graduarse en secundaria, se trasladó a Estados Unidos, donde allí se llegó a licenciar en Economía y Matemáticas por la Universidad de Fordham y La Nueva Escuela, ambas situadas en la ciudad de Nueva York.
Tras finalizar sus estudios superiores regresó a su país y desde 1987 a 1991, estuvo trabajando como profesor y consultor de la Universidad Estatal de Haití en Puerto Príncipe y durante ese tiempo también fue consultor en diversas consultorías económicas tanto del sector público como del privado. Seguidamente en 1996 fue nombrado vicegobernador del "Banco de la República de Haití", hasta que en febrero de 1998 fue designado por el presidente René Préval como Gobernador del mismo , donde permaneció hasta agosto de 2001.
Más tarde, entre 2005 y 2009 fue Decano de la Facultad de Ciencias sociales, Economía y Ciencias políticas de la Universidad Notre Dame de Haití y al mismo tiempo preocupado por el futuro y educación de los jóvenes, sirvió como Presidente del movimiento social "Asociación Cristiana de Jóvenes (YMCA)" de su país, desde 2007 hasta 2010.
En 2007 fue miembro fundador de la Bolsa de valores de Haití "(Haitian Stock Exchange, HSE)" (en), junto a los también destacados economistas del país: William Savary, Karl Couba, Jean Marie Vorbe, Yanick Savary, Roger LeFevre, Youri Mevs, Gregory Mevs, Oswald Brandt, Gregory Mayard Paul.
Como político independiente, fue nombrado por el presidente Jocelerme Privert el 26 de febrero de 2016, en sucesión de Evans Paul, como el nuevo primer ministro de Haití durante una época de administración interina.Su mandato concluyó apenas un mes después, el 25 de marzo, cuando la Cámara de Diputados rechazó su plan de gobierno y le negó el voto de confianza.
El 16 de abril de 2024 fue designado como uno de los nueve miembros del Consejo Presidencial de Transición, el gobierno transicional colegiado que gobernaría Haití tras la dimisión de Ariel Henry por la nueva escalada de violencia vivida en 2024. Asumió su puesto el 25 de abril.

## Publicaciones
- "Haiti – the end of an economic history" (original title in French: "Haïti – la fin d'une histoire économique") es una visión general económica e histórica de Haití; publicado en 2013; vendido y distribuido en Haití[14][15]

- "Amethys – open wounds" (título original en francés: "Améthys – Plaies Ouvertes") es su primera novela; escrita en francés; en la que cuenta las aventuras de un niño joven que vive en Cabo Haitiano.</ref>